# Венецуела на Светском првенству у атлетици на отвореном 2011.
Венецуела је учествовала на 13. Светском првенству у атлетици на отвореном 2011. одржаном у Тегуу од 27. августа до 4. септембра једанаести пут, односно није учествовала 1993 и 2005. године. Репрезентацију Венецуеле представљало је троје учесника (1 мушкарац и 2 жене) који су се такмичили у две тркачке и једној техничкој дисциплини.,
На овом првенству Венецуела није освојила ниједну медаљу, али је оборен национални рекорд у трци на 1.500 метара у мушкој конкуреницији и постугнут је један најбољи резултат сезоне. У табели успешности према броју и пласману такмичара који су учествовали у финалним такмичењима (првих 8 такмичара) Венецуела је са једним учесником у финалу делила 65. место са 1 бодом.
| Плас. | Земља     | 1. место | 2. место | 3. место | 4. место | 5. место | 6. место | 7. место | 8. место | Бр. финал. | Бод. |
| ----- | --------- | -------- | -------- | -------- | -------- | -------- | -------- | -------- | -------- | ---------- | ---- |
| =65.  | Венецуела | 0        | 0        | 0        | 0        | 0        | 0        | 0        | 1        | 1          | 1    |

## Учесници
| Мушкарци: - Едуар Виљануева — 1.500 м | Жене: - Миранхела Росалес — 20 км ходање - Маријели Рохас — Скок увис |  |

## Резултати

### Мушкарци
| Атлетичар       | Дисциплина | Лични рекорд | Квалификације | Квалификације | Полуфинале | Полуфинале | Финале   | Финале      | Детаљи |
| Атлетичар       | Дисциплина | Лични рекорд | Резултат      | Место         | Резултат   | Место      | Резултат | Место       | Детаљи |
| --------------- | ---------- | ------------ | ------------- | ------------- | ---------- | ---------- | -------- | ----------- | ------ |
| Едуар Виљануева | 1.500 м    | 3:38,29 НР   | 3:41,89       | 6. у гр. 2 КВ | 3:36,96 НР | 5 у пф. 2  | 3:37,31  | 8 / 37 (38) |        |

### Жене
| Атлетичарка       | Дисциплина   | Лични рекорд | Квалификације | Квалификације | Финале                | Финале       | Детаљи |
| Атлетичарка       | Дисциплина   | Лични рекорд | Резултат      | Место         | Резултат              | Место        | Детаљи |
| ----------------- | ------------ | ------------ | ------------- | ------------- | --------------------- | ------------ | ------ |
| Миранхела Росалес | 20 км ходање | 1:39:18 НР   |               |               | 1:40:49               | 35 / 39 (50) |        |
| Маријели Рохас    | Скок увис    | 1,90 НР      | 1,85 ЛРС      | 12. у гр. А   | Није се квалификовала | 25 / 29      |        |